# ريكاردو غالي
الدكتور ريكاردو أدولفو غالي غرنادة (Dr. Ricardo Adolfo Galli Granada)، ويعرف أيضا باسم غالير (gallir)، حاصل على الدكتوراة في مجال علوم الحاسب في جامعة جزير البليار، حيث يُدرس تصميم نظم التشغيل. وهو متحدث في مؤسسة البرمجيات الحرة وناشط في البرمجيات الحرة.

## المشاريع
أنشئ نظام يسمح بالتحكم على مواقف الطائرات في مطار سونسانت في ميورقة، مايوركا، جزر البليار، إسبانيا، كمشروع للجامعة.
في ديسمبر 2005، برمج Menéame، وهو نسخة من الموقع المشهور Digg، والذي يعمل على ترويج القصص المنشورة في المدونات. ثمن نشر الكود المصدري لـ Meneame، وهو الكود المصدري الذي يستند عليه نظام غدراة المحتوى لـPligg.
برمج cpudyn نسخة محفوظة 26 مارس 2011 على موقع واي باك مشين.، وهو daemon يستخدم الحاسبات المحمولة ويعمل لها underclock للحد من استهلاك الطاقة.
برمج wp-cache نسخة محفوظة 5 أبريل 2007 على موقع واي باك مشين.، وهي إضافى لووردبريس لتعرض الذاكرة المؤقتة لجعل المدونة اسرع وأكثر استجابة.
في عام 2001، تم ترشيحة للفوز بجائزة Hispalinux prize. ونشر فوق 200 مقالات تقنية في BULMA، وهو مستخدم موقع ويب لينكس كتالانية.

## وصلات خارجية
- ريكاردو غالي، البرمجة الحرة  — مدونة ريكاردو غالي القاديمة (أسبانية)
- ريكاردو غالي، البرمجة الحرة  — مدونة ريكاردو غالي الجديدة (أسبانية)
- menéame.net — موقع أخبار التعاونية، أطلقه غالي.